# Lake Mykee Town
Lake Mykee Town är en ort (village) i Callaway County i Missouri. Vid 2010 års folkräkning hade Lake Mykee Town 350 invånare.